# Marie Vondráková
Marie Vondráková v matrice Maria (27. března 1881 Koloveč – 16. dubna 1970 Praha) byla česká publicistka, redaktorka a sociální pracovnice (pseudonym Ludmila Tichá).

## Životopis
Rodiče byli František Vondrák pekař a Kateřina Vondráková-Majdlová. Sourozenci Marie: Václav Vondrák (17. 10. 1859), Josef Vondrák (1864–1933) kněz a spisovatel působící v Bavorsku, František Vondrák (7. 5. 1866), Pantoleon Vondrák (1871–1953).
Marie Vondráková se stala sociální pracovnicí (členka Ústředního sociálního sboru hl. m. Prahy). Psala o věcech sociálních a kulturních. Deset let byla redaktorkou týdeníku Československá žena, řídila ženskou přílohu Lidových listů. Přispívala do katolických časopisů a byla činná v katolických organizacích. Pracovala také jako tajemnice dr. Alice Masarykové a působila v Červeném kříži. V Praze II bydlela na adrese Na Slupi 6.

## Dílo

### Spis
- Ženské odbory při sborech dobrovolných hasičů – Brno: Ústřední správa MSZJH [Moravskoslezská zemská jednota hasičská], 1938

### Redakce
- Sborník pro přátele Svazu čsl. katolických žen a dívek a pro účastnice sjezdu konaného v Praze 4., 5. a 6. června r. 1938 – Praha: Přípravný sjezdový výbor, 1938